# Belcești (okręg Jassy)
Belcești – wieś w Rumunii, w okręgu Jassy, w gminie Belcești. W 2011 roku liczyła 4462 mieszkańców.